# Wuchang (Heilongjiang)
Pour les articles homonymes, voir Wuchang.
Wuchang (chinois : 五常市 ; pinyin : Wǔcháng shì) est une ville-district de la province du Heilongjiang en Chine. Elle est placée sous la juridiction de la ville sous-provinciale de Harbin dans laquelle elle est située.

## Démographie
La population du district était de 945 668 habitants en 1999.